# Jazz Is a Kick
Jazz Is a Kick è un album di Bob Brookmeyer, fu pubblicato nel 1960 dalla Mercury Records.

## Tracce
Lato A
1. Air Conditioned – 4:53 (Bob Brookmeyer) – Registrato il 9 maggio del 1960 a New York
2. Exactly Like You – 4:33 (Dorothy Fields, Jimmy McHugh) – Registrato il 9 maggio del 1960 a New York
3. This Can't Be Love – 3:21 (Lorenz Hart, Richard Rodgers) – Registrato il 9 maggio del 1960 a New York
4. Green Stamps – 4:33 (Bob Brookmeyer) – Registrato il 16 maggio del 1960 a New York

Lato B
1. The Things I Love – 4:39 (Harold Barlow, Lew Harris) – Registrato il 9 maggio del 1960 a New York
2. Only When You're Near – 3:30 (C. Darwin, P. Girard) – Registrato il 9 maggio del 1960 a New York
3. You're My Everything – 3:17 (Harry Warren, Joe Young, Mort Dixon) – Registrato il 16 maggio del 1960 a New York
4. Cooperation – 7:30 (Ford Knox) – Registrato il 16 maggio del 1960 a New York

## Musicisti
- Bob Brookmeyer - trombone a pistoni
- Curtis Fuller - trombone
- Hank Jones - pianoforte (brani A1, A2, A3, B1 & B2)
- Wynton Kelly - pianoforte (brani A4, B3 & B4)
- Joe Newman - tromba (brani A1, A2, A3, B1 & B2)
- Thad Jones - tromba (brani A1, A2, A3, B1 & B2)
- Ed Jones - contrabbasso (brani A1, A2, A3, B1 & B2)
- Paul Chambers - contrabbasso (brani A4, B3 & B4)
- Charlie Persip - batteria (brani A1, A2, A3, B1 & B2)
- Paul Motian - batteria (brani A4, B3 & B4)